# 玲衣
玲衣，日本漫畫家、插畫家。曾以原名隸屬於Morning Star，2001年作為插畫師出道。2003年開始以自由卡片遊戲插畫家和插畫業工作，2005年開始在MediaWorks《電擊魔王》創刊號連載萬代南夢宮遊戲《深淵傳奇》。是本身第一次連載漫畫。

## 作品列表

### 漫畫
- 深淵傳奇（《電擊魔王》2005年11月號〈創刊號〉－2011年1月號，全8冊）原作：株式會社南夢宮→萬代南夢宮娛樂（2006年4月合併時改名）
- （《電擊魔王》6週年紀念號－2012年11月號，全2冊）
- （《月刊Dragon Age》2009年11月號－2011年6月號，全1冊，連載時標題）
- （《AlphaPolis -電網浮遊都市-（日语：アルファポリス）》2017年7月4日－，已出版4冊）原作：桐野紡

### 插圖
封面
- （〈德間文庫〉刊）
- TALES OF THE ABYSS CHARACTER EPISODE FILE［最後的真實］（《電擊魔王》2006年6月號附錄）※單行本發行之前企劃。
- 深淵傳奇 漫畫選集1、2（MediaWorks刊）
- 深淵傳奇 漫畫選集EX1（史克威爾艾尼克斯刊）

插畫
- （〈MF文庫J〉刊）
- （〈角川Sneaker文庫〉刊）
- （〈電擊文庫〉刊）
- A君(17)的戰爭（日语：A君(17)の戦争） 新裝版（〈富士見書房〉刊）
- （〈富士見Fantasia文庫〉刊）
- Code Geass 反叛的魯路修 紅的軌跡（〈角川Sneaker文庫〉刊）
- Code Geass 反叛的魯路修 R2 圓桌武士（〈角川Sneaker文庫〉刊）
- 巨大迷宮與學園攻略科的魔術師（〈電擊文庫〉刊）

### 遊戲
- Alteil 眾神世界『Lavato』編年史（日语：アルテイル）（線上卡片遊戲，Dex Entertainment（日语：デックスエンタテインメント）開發）卡片插圖、複製原畫
- （PS2版，Idea Factory開發）特別人物插圖
- （PC版MMO RPG，Gamania開發）宣傳影片主視覺圖

## 外部連結
- Apple Jack，存于 （日語）－玲衣的官方個人網站。
- Apple Jack blog，存于 （日語）－玲衣的官方個人網站。
- 玲衣的X（前Twitter） （日語）